# تنوع سوماکلونال

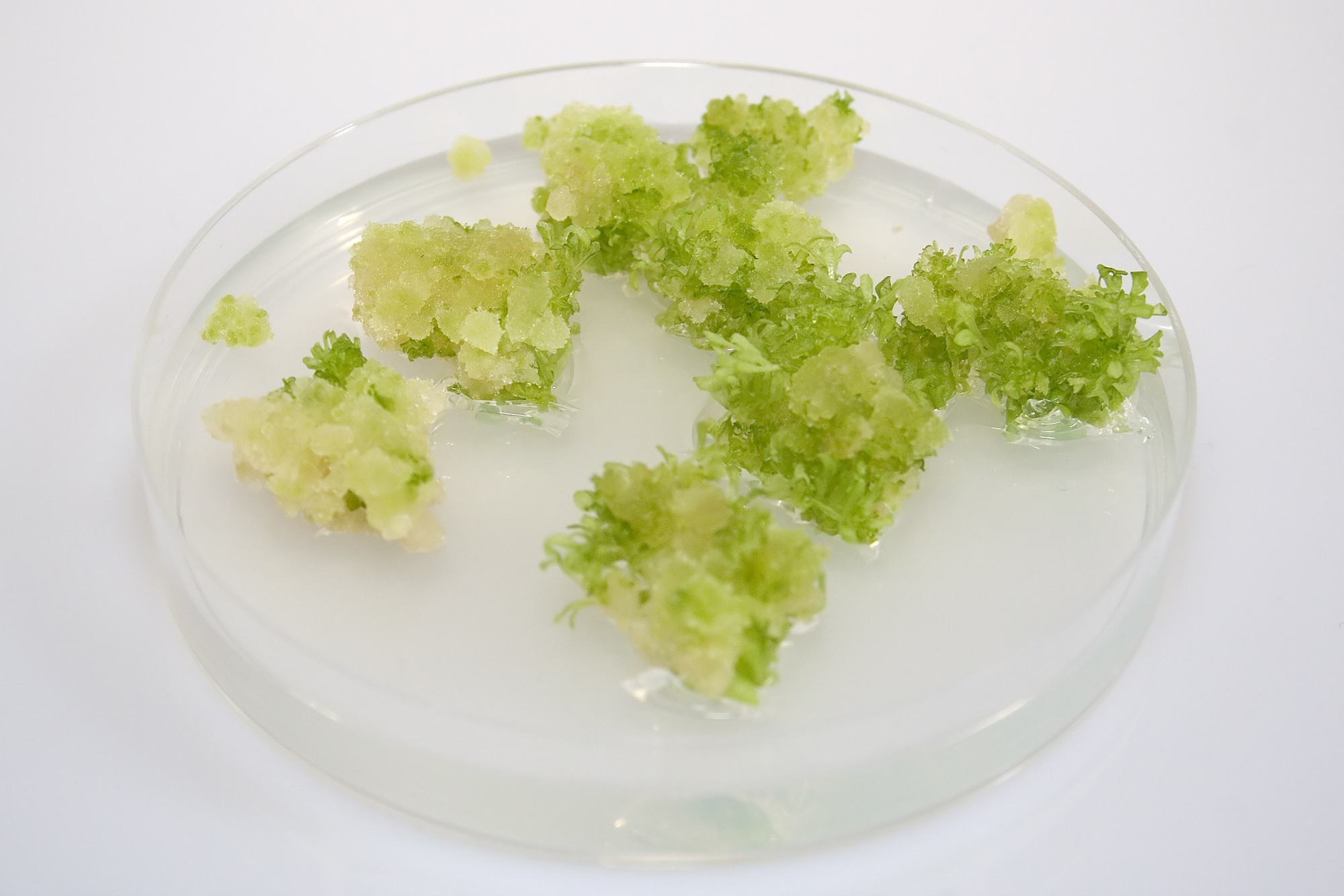
تنباکو کالوس نیکوتیانا

تنوع سوماکلونال (به انگلیسی: Somaclonal variation)، تنوعی است که در اثر استفاده از روش‌های مختلف کشت بافت گیاهی در بین گیاهان ایجاد می‌شود. بازآرایی کروموزومی مهم‌ترین عاملی است که باعث ایجاد تنوع سوماکلونال شده و منجر به ایجاد تغییر در صفات کمی و کیفی می‌شود.
تنوع سوماکلونال می‌تواند به صورت ژنتیکی یا فنوتیپی باشد که تغییرات ژنتیکی معمولاً در اثر تغییر در تعداد کروموزوم‌ها (پلی پلوئیدی و آنیوپلوئیدی)، تغییر در ساختار کروموزوم (جابجایی، حذف، درج و دوبرابر شدن) و تغییر در توالی DNA (جهش در بازهای آلی) به وجود می‌آید و تغییرات فنوتیپی ممکن است در اثر فعالیت‌های اپی ژنتیکی از جمله متیلاسیون ژن ایجاد شود.
در صورتی که هیچ گونه تغییر مورفولوژی قابل ملاحظه‌ای وجود نداشت، باید از روش‌های غربالگری دیگر در گیاهان استفاده شود. تنوع سوماکلونال دارای مزایا و معایبی است که در زیر به آنها اشاره شده است:

## مزایا
یکی از پراهمیت‌ترین فواید ایجاد تنوع سوماکلونال، تولید گیاهانی با صفات برتر یا به عبارتی بهبود گیاهان است.
در بین گیاهان تولید شده در این روش می‌توان گیاهانی با ویژگی‌های مطلوب را انتخاب کرد. در شرایط آزمایشگاهی انتخاب، معمولاً برای صفاتی همچون ایجاد مقاومت نسبت به بیماری پاتوتوکسین، مقاومت به علف کش‌ها، تحمل غلظت بالای نمک، تحمل مواد معدنی سمی بودن و تحمل به تنش‌های زیست‌محیطی یا شیمیایی، و نیز افزایش تولید متابولیت‌های ثانویه انجام می‌شود.
ایجاد تنوع سوماکلونال برای پرورش گونه‌های جدید مناسب است.

## معایب
زمانی که از کشت بافت برای تولید گیاهانی یکنواخت استفاده می‌کنیم ایجاد تنوع سوماکلونال خطری جدی به شمار می‌رود به عنوان مثال ممکن است این رویداد خطرناک در صنایع باغداری و جنگلداری که در آن از کشت بافت برای تکثیر سریع ژنوتیپ‌های برتر (از راه ریزازدیادی) استفاده می‌شود، رخ می‌دهد؛ که در این حالت منجر به عدم یکنواختی گیاهان تکثیر شده و ایجاد آسیب جدی می‌شود.
- برخی مواقع تنوع سوماکولونال منجر به ایجاد نتایج نامطلوب می‌شود.
- انتخاب واریته‌ها به صورت تصادفی انجام می‌شود و واریته‌ها از نظر ژنتیکی پایدار نیستند.
- برای انتخاب واریته‌های جدید نیاز به آزمایشات گسترده و هزینه بر مزرعه‌ای داریم.
- این روش برای اصلاح صفات زارعی پیچیده همچون عملکرد و کیفیت مناسب نیست.
- واریته‌ها می‌توانند با اثرات پلیوتروپیک بهبود یابند که این امر صحیح نیست.